# 阿爾瑪·萊萬·海登
阿爾瑪·萊萬·海登（英語：Alma Levant Hayden）是一位美國化學家，亦是首位在美國首都華盛頓特區獲委任擔當科學相關職位的非裔美國人。儘管當時非裔人士普遍遭歧視，她依然在1950年加入國家衛生研究院。她在霍华德大学取得化學碩士。海登是光譜學的專家，曾多次發表有關利用紅外光譜及其他技巧來推斷化學成分的論述。1963年，她被委任為美國食品及藥物管理局藥物化學部光譜學研究主管。海登很可能也是第一位在食品及藥物管理局工作的非裔科學家。海登在1963年發現當年盛行且昂貴的抗癌藥物克力生物素只不過是由普通化學物質堆砌而成的騙局，獲得舉國關注。海登的丈夫是其同事、研究型化學家阿倫則·海登（Alonzo Hayden），育有兩名女兒，但不幸於1967年早逝。

## 教育背景
海登在3月27日出生於南卡羅萊納州的格林维尔小鎮，1947年自南卡罗来纳州州立大學畢業，一所传统黑人大学。海登本來想當一名護士，但奈何發現自己對化學愛不惜手，轉而在霍华德大学攻讀化學碩士。

## 事業發展
海登最初在國家衛生研究院轄下的國家關節炎及代謝疾病研究所供職。上圖為海登於1952年向紙色譜噴灑試劑以探測紙張上吸附的類固醇前體。
50年代中，海登轉往食品及藥物管理局工作。她很有可能是在該單位工作的首位有色人種。據說當時食品及藥物管理局對聘用非裔美國人工作甚有顧慮，原因是科學主管或許會被要求在法庭上作證來支持其聘用非裔美國人的做法。這在當時的社會，尤其是某些州分，可能完全無法接受。1963年，海登正式成為藥物化學部光譜學研究主管。
因應1962年發生的反應停慘劇，當時的食品及藥物管理局局長奥尔德姆·凯尔西加強了該局監管藥物安全的職能。因著新的賦權條文，食品及藥物管理局很渴望找出當時流行、昂貴、成分保密而且極具爭議性的癌症治療藥物克力生物素的確實成分。海登安排在實驗室工作的學生們對比克力生物素的光譜和該局二萬多個按英文字母排序的已知光譜。學生們很快發現一種常見的物質肌酸（肌酸英文以“C”字開頭，故較早被留意到）和克力生物素的光譜吻合。人體內肌酸的含量要遠高於克力生物素中的含量，而且肌酸在當時已知對患癌動物沒有益處。三組獨立的科學家，包括來自麻省理工大學的團隊，透過光譜學及晶體學方法核實了海登的發現。自此，克力生物素被揭發完全是個騙局，並由海登在記者發布會上公諸於世。海登所提交的報告被美國國會記錄詳盡的引用。她後來還親自在漫長的刑事檢控過程中作供。

## 個人生活
海登的配偶是另一位國家衛生研究院的化學家阿隆佐·海登（Alonzo R. Hayden）。阿隆佐來自西弗吉尼亞州，並於威斯康星大學獲博士學位。阿隆佐和海登有類似的經歷，也曾在霍华德大学接受研究生教育並在1952至1958年於國家衛生研究院工作。海登夫婦育有兩名女兒，米歇爾和安德里亞。1967年8月2日，海登英年早逝，終年40歲；丈夫於1993年過世。

## 代表性著作
- Heftmann E, Hayden Al. 類固醇皂甙元及其醋酸鹽的紙層析，生物化學雜誌 1952;197(1): 47-55.[19]
- Hayden AL, Heftmann E, Johnson DF. 解析尿液中的各種腎上腺皮質類固醇，哥本哈根內分泌學報 1956;23(4):341-356.[9]
- Hayden AL, Sammul OR. 藥物的紅外光譜分析（第一部分）：在某些類固醇、生物鹼、巴比妥酸鹽及其他藥物應用溴化鈉碟製作樣品技巧，美國藥劑學協會雜誌 1960;49:489-496.[20]
- Hayden AL, Sammul OR. 藥物的紅外光譜分析（第二部分）：利用溴化鈉碟法探究金雞納生物鹼，美國藥劑學協會雜誌 1960;49:497-502. [21]
- Hayden AL. 藥物的紅外光譜分析（第三部分）：鑑定紙層析析出的腎上腺皮質類固醇、巴比妥酸鹽及磺胺類藥物，藥物科學雜誌 1960; 51: 617-622.[22]
- Hayden AL, Sammul OR, Selzer GB. 美國藥典及國家處方清單的某些參考標準及它們的衍生物的紅外、紫外及可見光吸收譜，官方農業化學家協會雜誌 1962; 45: 797-900.[23]
- Hayden AL, Brannon WL, Craig NR. 適用於薄層層析所分離的化合物的微萃取技術，藥物科學雜誌  1968: 57(5): 858-860.[24]